# Arroz de grano largo

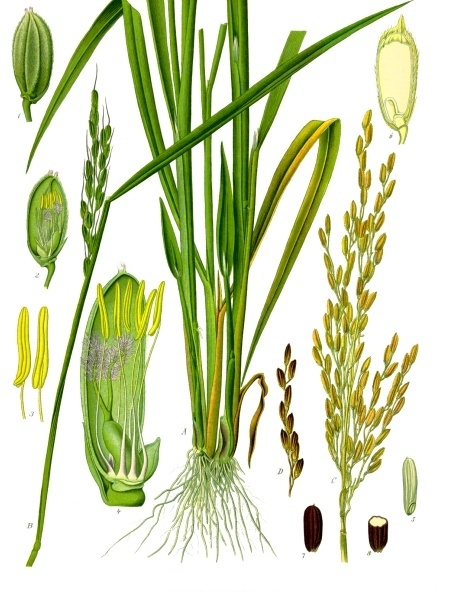
Dibujo de arroz de grano largo.

El arroz de grano largo es un tipo de arroz (Oryza sativa) entre tres y cinco veces más largo que su ancho. 
Su densidad por grano es mayor a la de otros arroces y oscila alrededor de los 1,389 g/ml. Además, no se pega de manera fácil y debido a su alto contenido en amilosa necesita de mayor tiempo para su cocción. 
Este tipo de arroz es más común en regiones cercanas a los Himalayas, como India, Pakistán, Nepal, China o Birmania y el más vendido en Estados Unidos.

## Variedades
Entre los arroces de grano largo se encuentran, el arroz basmati, el jazmín, el Ferroini y el arroz silvestre.